# Mensen achter glas
Mensen achter glas is een hoorspel van Maggie Ross. Museum of Man werd vertaald door E.L. van Dulken en uitgezonden door de VPRO op maandag 23 september 1966, van 20:00 uur tot 21:00 uur. De regisseur was Coos Mulder.

## Rolbezetting
- Elisabeth Andersen (Dorothea)
- Rob de Vries (Alec)
- Joan Remmelts (man)

## Inhoud
Een verzamelaar zit in de kamer waar hij z’n verzamelingen bewaart. De kamer is niet groot, maar hij heeft er alles wat hij nodig heeft en hij houdt van de kamer. In de loop der jaren is ze z’n thuis geworden. Zelfs nu hij ‘t hele huis ter beschikking heeft, blijft hij liever in die kamer bij z’n verzamelingen. Verzamelen is niet zomaar z’n hobby! ‘t Is meer z’n levenswerk. Al z’n energie zit er in… en in de kamer ook: de laden en kasten heeft hij zelf gemaakt. Daar bewaart hij de zeldzame en breekbare voorwerpen in. Ze liggen op vilt en worden nooit verplaatst. Er kan geen stof bij komen en geen licht ook. Hij behoedt ze voor bederf door ze te conserveren in  hun oorspronkelijke toestand, en alles heeft z’n etiketje! Toen hij pas getrouwd was, is hij deze kamer gaan inruimen. Hij kan zo vertellen waar, wanneer en hoe hij iets kreeg. En ook allerlei details, zoals bijboorbeeld hoe z’n vrouw Dorothea en hij Alec ontmoetten, of hoe ze met z’n drieën gingen verzamelen, hij, z’n vrouw Dorothea en Alec. Of hoe Dorothea en Alec vertrokken en hem met z’n collecties achterlieten...